# Макинтош (Јужна Дакота)
Макинтош (енгл. McIntosh) град је у америчкој савезној држави Јужна Дакота.

## Демографија
По попису из 2010. године број становника је 173, што је 44 (-20,3%) становника мање него 2000. године.
| Група             | 2000.       | 2010.       |
| Белци             | 163 (75,1%) | 132 (76,3%) |
| Афроамериканци    | 0 (0,0%)    | 0 (0,0%)    |
| Азијати           | 0 (0,0%)    | 1 (0,6%)    |
| Хиспаноамериканци | 5 (2,3%)    | 4 (2,3%)    |
| Укупно            | 217         | 173         |